# Червиця часникова
Червиця часникова (Dyspessa ulula) — вид лускокрилих комах родини червиць (Cossidae).

## Поширення
Вид поширений в Південній та Центральній Європі, Північній Африці, Західній та Північній Азії. В Україні трапляється в південних областях і Криму.

## Опис

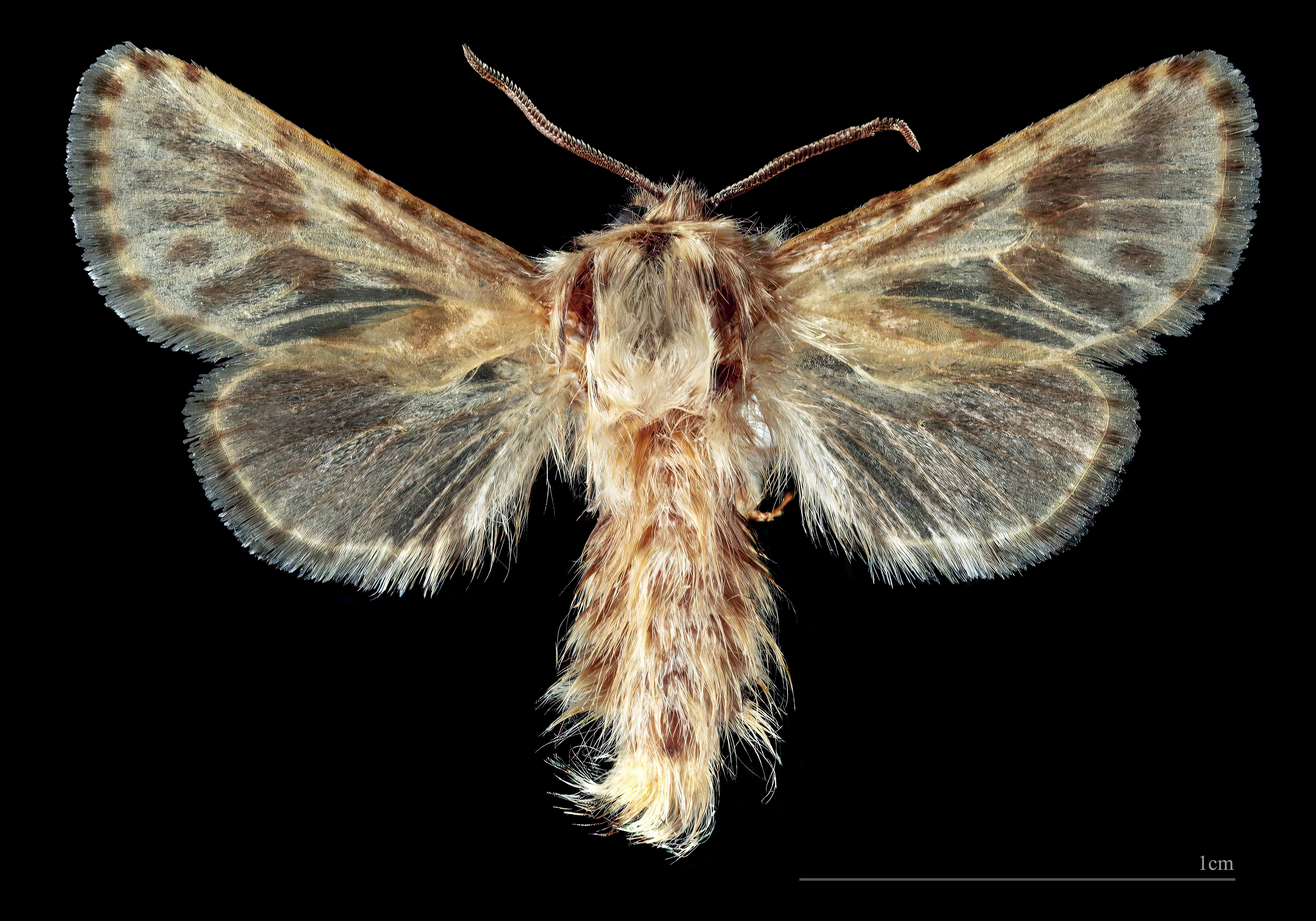
♂
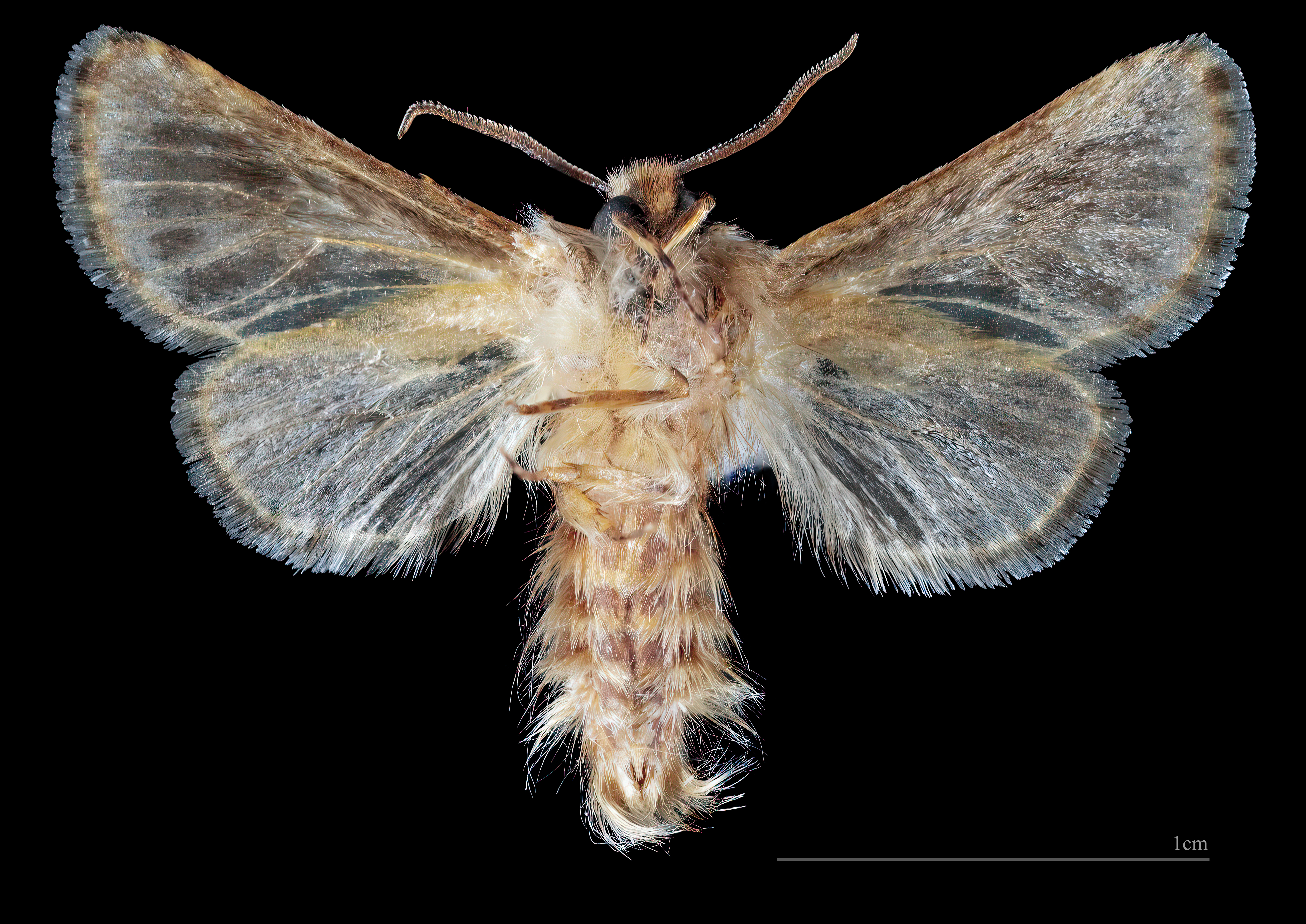
♂ △

Розмах крил 18-26 мм. Передні крила жовто-коричневі з темним візерунком. Задні крила зі строкатою бахромою. Тіло вкрите густими волосками.

## Спосіб життя
Метелики літають в червні-липні, залежно від регіону. Самиця відкладає яйця поштучно на кормові рослини. Гусениці живляться часником, рідше іншими видами роду Allium. Гусениця червоного кольору з чорною головою. Може виростати до 24 мм завдовжки. Живе в середині головки часника. Зимує у павутинному коконі. Заляльковується в червні.

## Підвиди
- Dyspessa ulula ulula
- Dyspessa ulula kasrii Daniel, 1964
- Dyspessa ulula nigrita Wagner, 1931